# Jan Chrzciciel Cỏn
Św. Jan Chrzciciel Cỏn (wiet. Gioan Baotixita Cỏn) (ur. ok. 1805 r. w Kẻ Báng, prowincja Nam Định w Wietnamie – zm. 8 listopada 1840 r. w Bảy Mẫu w Wietnamie) – męczennik, święty Kościoła katolickiego.
Jan Chrzciciel Cỏn urodził się ok. 1805 r. Był biedny, ale mimo to wybrano go na naczelnika wioski. Podczas prześladowań chrześcijan w Wietnamie pomagał księżom. W maju 1840 r. poinformowany o obecności katolickich duchownych we wiosce gubernator Trịnh Quang Khanh wysłał tam dużą grupę żołnierzy. Po 2 dniach aresztowali oni trzech księży: Józefa Nguyễn Đình Nghi, Pawła Nguyễn Ngân i Marcina Tạ Đức Thịnh. Razem z nimi uwięziono Jana Chrzciciela Cỏn oraz jego dalekiego krewnego Marcina Thọ za pomaganie księżom. Zabrano ich do Nam Định i próbowano zmusić do wyrzeczenia się wiary (również torturami), ale bezskutecznie. Cała piątka został ścięta w Bảy Mẫu 8 listopada 1840 r.
Dzień wspomnienia: 24 listopada w grupie 117 męczenników wietnamskich.
Beatyfikowany 27 maja 1900 r. przez Leona XIII. Kanonizowany przez Jana Pawła II 19 czerwca 1988 r. w grupie 117 męczenników wietnamskich.